# Paul Ver Eecke
Paul Ver Eecke, également Paul Louis ou Paul-Louis Ver Eecke (Menin, 13 février 1867 - Berchem (Anvers), 14 octobre 1959) est un ingénieur des mines et historien des mathématiques belge. Ses traductions en français des œuvres d’Archimède, de Pappus d'Alexandrie et de Théodose de Tripoli font toujours autorité.

## Notice biographique
Paul Ver Eecke fait ses études à l'École des Mines de Liège (1888-1891). Après avoir exercé quelque année dans l'industrie privée, il rentre en 1994 à l'Administration du Travail nouvellement créée en Belgique en 1894, où il exerce comme inspecteur à Anvers, et se consacre à la prévention des accidents du travail, jusqu'à sa retraite en 1932,. Pendant la Première Guerre mondiale il est démis de ses fonctions par l’occupant allemand, et meuble ses loisirs forcés en se consacrant à l'étude et à la traduction des mathématiciens grecs,. Il poursuit cette activité jusqu'à la fin de sa vie, et reste comme l'auteur de nombreuses traductions des mathématiciens de l'Antiquité grecque.
Il préside de 1946 à 1950 le Comité Belge d'Histoire des Sciences (fondé en 1933 par Joseph Bidez)[réf. souhaitée].
Parmi ses principales traductions commentées :
- Œuvres complètes d’Archimède (1921) ;
- Les Coniques d'Apollonius de Perge (1923) ;
- Diophante d'Alexandrie : Les six livres d’arithmétique et le livre des nombres polygones (1926) ;
- Les Sphériques de Théodose de Tripoli (1927) ;
- Serenus d'Antinoë : Le Livre de la section du cylindre et le livre de la section du cône (1929) ;
- La Collection mathématique de Pappus d'Alexandrie (1933) ;
- Euclide (trad. Paul Ver Eecke), L'Optique et la Catoptrique : Œuvres traduites  pour la première fois du grec en français, avec une introduction et des notes, Blanchard, 1959 (1re éd. 1938) ;
- Proclus de Lycie (trad. Paul Ver Eecke), Les Commentaires sur le premier livre des Éléments d'Euclide : traduits pour la première fois du grec en français, avec une introduction et des notes, 1948 ;
- Léonard de Pise : Livre des nombres carrés (1952) ;
- Archimède, Eutocius d'Ascalon et Paul Ver Eecke (traduction, introduction, commentaires), Les œuvres complètes d'Archimède suivies des commentaires d'Eutocius d'Ascalon : traduits du grec en français, avec une introduction et des notes, Librairie scientifique et technique Albert Blanchard, 1960, LX-763 p., en 2 volumes, reprise augmentée de l'édition de 1921[4].